# Békés
Békés (németül: Bekesch, románul: Bichiș, szlovákul: Békéš) város Békés vármegyében, a Körösök vidékén, Békéscsabától mindössze tíz kilométerre, a Békési járás központja. Bár ma már nem a megye központja, egykor meghatározó szerepet játszott a térség életében. Történelme egészen az Árpád-korig nyúlik vissza, de a török hódoltság idején elnéptelenedett, majd a későbbi évszázadokban újra benépesült.
A város leginkább mezőgazdasági hagyományairól ismert, de az ipar és a szolgáltatások is egyre fontosabb szerepet kapnak. Híres a békési pálinka, amelynek készítését a helyi Pálinka Centrum is bemutatja az érdeklődőknek. Emellett a gasztronómia más területein is kiemelkedik, hiszen a kolbászkészítésnek és a helyi termékeknek komoly hagyománya van.
Békés nemcsak gazdasági és mezőgazdasági szempontból jelentős, hanem turisztikai szempontból is vonzó. A várost átszelő Élővíz-csatorna kellemes környezetet teremt, a Dánfoki Üdülőközpont pedig kiváló kikapcsolódási lehetőséget nyújt a természet és a vízi sportok kedvelőinek. Az év során több kulturális és gasztronómiai rendezvényt is szerveznek, mint például a Békési Pálinkafesztivál vagy a Kolbászfesztivál, amelyek sok látogatót vonzanak a városba.

## Fekvése
Gyulától északnyugatra, Békéscsaba és Mezőberény közt fekvő település. Szomszédai: északnyugat és észak felől Mezőberény, északkelet felől Tarhos, délkelet felől Doboz, dél felől Békéscsaba, nyugat felől pedig Murony.
Természetföldrajzi szempontból a Körös menti sík déli peremén, a Kettős-Körös bal partján, a Békési-hát szomszédságában terül el.

### Megközelítése
Legfontosabb megközelítési útvonala a Mezőberénytől Békéscsabáig húzódó 470-es főút, mindkét város felől ezen közelíthető meg. (Az útvonal korábban a 47-es főút része volt, de annak a közelmúltban egy elkerülő szakasza épült, részben Békés tehermentesítésére, részben a sok közlekedési problémát jelentő békési kanyarok és szűkületek kiváltására, azóta a 47-es számozást az elkerülő út viseli.)

Békés térképe

A környező települések közül Muronnyal és Kétsopronnyal a 4644-es, Tarhossal és Gerlával a 4238-as út kapcsolja össze. Rosszerdő nevű külterületi városrészére a tarhosi országútból délnek kiágazó 42 143-as számú mellékút vezet.
Békés vasútállomás a forgalomból kizárt Murony–Békés-vasútvonal végállomása, amely az Alföldi kisvasúttal közös átrakója is volt. [forrás?]

### Hídjai
A Békésen található hidak az alábbiak: a Kettős-Körös híd, a Széchenyi téri híd, a Cseresznye utcai híd, a Tápcsatorna híd, a Fábián utcai híd, a Malomasszony-kerti híd, a Vargahosszai csatorna I., II., III. és IV. számú hídjai, a Sikkonyi híd, a Csallóközi utcai híd, a Csók zugi híd, a Fúró utcai híd, a Jámbor utcai híd, a Kisvasúti híd, az Erzsébet ligeti híd és az Új Csók híd.

## Története

### Nevének eredete
Első ispánjáról, Békésről kapta a nevét a vár, a város és a megye is. A magyar honfoglalás óta bizonyítottan háromszor pusztult el; 1711 óta folyamatosan lakott.

### Kezdetek
A régészeti kutatások szerint a település mai területe lakott volt már az i. e. 5-4. évezredben (Körös-kultúra). Időszámításunk kezdetéig állattenyésztő és földművelő népcsoportok váltakozva lakták (illírek, kelták), majd az i. sz. első évezredben állattenyésztő lovas nomádok követték egymást (szkíták, gepidák, avarok, jazigok, vandálok, gótok, hunok).

### Árpád-kor
Békés város nevének eredete a honfoglalás korába nyúlik vissza, ekkor a területet szétszórt avar és bolgár telepesek népesítették be, akik felett a balkáni Bolgár Birodalom ispánjai gyakoroltak fennhatóságot. A magyarok Árpád vezetése alatt győzték le őket, majd Ond törzsének Barsa és Csolt (vagy Vatha) nemzetsége szállta meg a vidéket.
Az Árpád-házi királyok idején Békés az egyházi és világi igazgatás, s egyúttal a gazdasági, kulturális élet területi központja volt. Több kisebb település állt mai területén, amelyek többsége nem volt hosszú életű, néhány azonban önálló településként vagy településrészként fennmaradt: Bélmegyer, Csatár, Dánfok, Hidas, Kis- és Nagy-kamut és Murony. Határrészként, puszták nevei megőrizték az egykori falvakat: Csapegyház, Csapcsalja, Csarna, Détér, Gyúr, Mezőszentmiklós és Verebes.
A település mint megyeszékhely szépen fejlődött, virágzott. Okleveles említése 1220-ban fordul elő, ahol „Bekues” néven írnak róla. Az 1241-es tatárjárás súlyos válságot okozott, a lakosság elmenekült, Békés elnéptelenedett. A tatár pusztítást követően lakói 1295-ben tértek vissza, régiós központi szerepének elvesztése ekkor kezdődött, mivel várát nem állították helyre, de még mint megyei székhelyet említik.

### 14–16. század
Békést, mint a megyei gyűlések helyét, emlegetik ugyan 1329-től kezdve több ízben, de mint város csak 1405-ben fordul először elő.
A 14. században az egész békési vármegyében itt volt a leggazdagabb lelkészség.
1393-ban János nevű plébánosa olyan tekintélyes ember volt, hogy a (nagy)váradi szentszék őt küldte ki Bélmegyerre egyik ítéletének végrehajtására.
Luxemburgi Zsigmond király 1403-ban Maróti János macsói bánnak adományozta, 1404-ben vásárjogot kapott, a következő évben pedig már városnak említik. A gyulai várat is Maróthy János építtette 1403-1405 között, amely egyúttal az uradalom központja lett; Békés ezzel elvesztette addigi centrális szerepét, a gyulai uradalom fennhatósága alá került.
A Maróthyak kedvelték Békést és az ő idejükben a város jelentősen növekedett. A városon kívül, a két Körös torkolatától kissé északra, a későbbi ún. Kastélyzugban kastélyt építtettek. A Fekete-Körösön vagy Maróthy János bán, vagy a fia, László bán hidat készíttetett, s így alkalmat adott arra, hogy a bánhidai városrész is megalakuljon.
A felvirágzott város ügyeit ez időben a bírón kívül 12 esküdtből álló tanács vezette. Ez a tanács 1452-ben a városát nagy büszkén „civitas”-nak, lakosait polgároknak (hospes) nevezi.
A Maróthyak kihaltával Békés is a királyra, 1482-ben pedig jogilag annak fiára, Corvin Jánosra szállt. 1490-ben Békés kastélyával és a gazdasági tekintetben hozzácsatolt (Mező-Berény, Gyúr, Kondoros, Décse, Nyárszeg, Szénás, Mező-Szentmiklós, Hidas, Csarna, Verebes és Détér) falvakkal együtt rövid időre új földesurat kapott: Bánczay Deák Andrást, a budai vár udvarbíráját.
Mint a gyulai uradalom része, a földesurai voltak:
- 1492–1504 között Corvin János,
- 1504–1510 közt Frangepán Beatrix,
- 1510–30 közt Brandenburgi György,
- 1530–34 közt Czibak Imre,
- 1534–41 közt Patóczy Miklós,
- 1541–52 közt Patóczy Ferencz és
- 1552–66 közt a király.

A 16. század elején a plébániatemplomon kívül még két kápolna létezett Békésen. Ezek közül az egyik a Boldogságos Szűz tiszteletére volt szentelve (Mária-kápolna). Ennek fenntartására, s az igazgatónak javadalmazására volt rendelve Békés városának egyik utcája, a Hosszúaszó (Hosszúvölgy). Ez pedig olyan hosszú volt, hogy 1564-ben 17 kapura becsülték, (ennyi kapura kivetett adót fizettettek vele); továbbá hozzátartozott még (1516-ban) Murony falu nagyobb része.
A 16. században kezdték meghatározni Békés jövőbeli, nagy határának alapjait. Először is egészen hozzácsatolták Hidast. Azután a békési főbíró (iudex principális) alá rendelték Csarnát és Verebest, úgy hogy itt az adót, füstpénzt, kilencedet stb. mind a békési főbíró szedte be és adta át a gyulai udvarbírónak. Innen van, hogy 1560–62-ben Csarna és Verebes kapuit nem számítják külön, hanem Békéshez csatoltan.
1559-ben így sorolják fel a bírák a lakosok kötelezettségeit: Szent György-napi és Szent Mihály-napi füstpénz gyanánt fizetnek 75-75 Ft-ot. Tizedet adnak terméseikből a püspöknek, kilencedet a földesúrnak. Biró választáskor kötelesek a földesúrnak egy hordó bort és 2 tehenet, továbbá borsot és sáfrányt, az udvarbírónak és a várnagynak egy-egy vég vásznat adni, a várkormányzónak pedig tisztességes ajándékot nyújtani. A bormérés haszna, a nagyobb bírság a földesúré. Ezenkívül a lakosok javítgatják még a halastavak gátjait, s élelmiszert adnak a földesúr konyhájára, de másrészt a földesúr számára szántani, vetni vagy kaszálni nem voltak kötelesek.
A földesúr egyenesen maga kezelte Békésen levő majorságát, s a beszedett kilencedet és bárányokat itt tartotta, továbbá a malmokat, halastavakat és a vámot.
Békésen a 16. században 2 malom volt. A nagyobbikat »Hatosmalom«-nak hívták, mert eredetileg 6 kőre járt, 1560-ban azonban már 8 kővel őrölt. A másik volt a két kövű Szentpál-malom. A Fehér-Körösön, a város déli részén állt. Róla nevezték a körülötte, a Fehér-Körös jobb partján álló városrészt Malomzugnak.
Halastó három volt. Egyik a Körös medre volt a Nemes-Kereki határáig, s azért ezt Avasnak, azaz tilalmasnak nevezték. A másik a várostól északkeletre a Büngösdben volt. A harmadik Fábián-Sebestény nevet viselt, s ott volt, a hol a későbbi csabai, élővízcsatorna a régi Fehér-Körös-mederbe torkollt. Az utolsó halastó fele a gerlai határhoz tartozott, örökös viszály tárgya volt a gerlai és gyulai uradalom közt.
Békés 1552-ben Csarnával és Verebessel együtt 97 kapu után fizetett adót. 1556-ban (Csarna nélkül) már 128 kapu.
1564-ben Csarnával és Verebessel együtt 233 kapu után fizetett adót.
1527-ben – Hosszúaszót nem számítva – a másik 3 részen 112 család lakott (Malomzug: 53 cs., Forrózug: 39 cs., Bánhida utca: 20 család).
1563-ban a várost 515 család alkotta. A családok némelyikéről nevezték el Békés egy-egy pontját. Ilyen pl. a Szécsén család, melyről a Körösnek a város belterületétől északra eső részét Szécsénzugnak, majd Szécsénkertnek nevezték. A Csanózug a Csanó, a tarhosi puszta a Tarhos nevű családokról kapta a nevét.

### Török kor
A hódító törökök is nagyon szerették volna tudni a lakosok számát, hogy annál nagyobb fejadót vethessenek rájuk. 1554-ben annyit bevallottak ugyan a békésiek a töröknek, hogy városukban körülbelül 200 ház van, de még az 1557–58-as török defter szerint is „maktú” volt a város, vagyis csak átlag fizetett. 1561 tavaszán a királyi biztosok nem merték megszámlálni a Békésen lakó jobbágyokat, mert attól tartottak, hogy ezt az adatot a törökök is megtudják, s még jobban sanyargatják őket. Még így sem kerülhették el a törökök haragját, mert az 1563-ban pünkösd napján a városra rontottak, s kifosztották a lakosokat.
A törökök palánknak nevezett erősséget (palánkvár) építettek itt. Mint későbbi leírásokból kitűnik, ez hosszúkás négyszög alakú volt, négy vízzel telt árok vette körül, s a Körösök összefolyásától puskalövésnyi távolságra állt. E leírás után azt kell gyanítanunk, hogy a palánk helye a Békés város mai főterétől északra eső zuggal azonos.
A város egyelőre megmaradt. Lakosainak török földesura lett a szultán; magyar földesura továbbra is a király maradt; de jobban mondva az egri vár lett ez a földesúr, mert oda kellett az adót fizetniük, s azonkívül évenként 200 sertést adniuk.
Vallási tekintetben Békés lakossága ekkor a helvét hitvalláshoz csatlakozott. 1567–75-ben papja volt, az irodalmi téren is működő Szegedi Lőrinc. 1570-ben Basilius István a lakosok egy részét a unitárius vallásra térítte, s ez ügyben itt Melius Péter tiszántúli helvét hitvallású superintendenssel vallási vitát tartott.
Az 1590–1591-i zsoldlajstromból kiderül, hogy az itt állomásozó török katonaság 238 főnyi volt. A 15 éves háború (1591–1606) megrendítette a török uralmat, így Gyula parancsnoka, Cserkesz Omer, hogy minden erejét Gyula védelmére koncentrálhassa, 1595 októberében felégettette a békési palánkot, melynek során szinte elnéptelenedett a település. A török uralom alatti pusztítás visszavetette a magyar városiasodást, a települések lakosságát csaknem teljesen elpusztította, azzal együtt a településeket is.
A lakatlan várost 1609 májusában Báthory Gábor erdélyi fejedelemtől Teleki I. Mihály és Nádudvary János kapták meg. A következő szeptemberben azonban ugyanazon fejedelem előbbi adományát tekintetbe sem véve a város felét dobozi Veres Mártonnak ajándékozza, majd Kassai Márton is kapott reá adománylevelet, mert 1620-ban Békés egyik birtokosa gyanánt szerepel. Teleki és Nádudvary 1610-ben Sarkadon be is iktatják magukat Békés birtokába, 1614-ben pedig Bethlen Gábor megerősíti Nádudvary Jánost és Teleki I. Mihály fiait: Jánost és Istvánt Békés birtokában.
A megmaradt népesség jóformán nomád életet élt. A 17. század második felében elkezdődött a török kiűzése az országból, Békés számára újra nehéz idők következtek, hiszen hol a török, hol a Gyulát több éven át fenyegető császári hadak rabolták ki.
1698-ban Lindner kamarai tiszttartó helyszíni szemléje 10 lakóról számol be.

### 18. század
Rákóczi 1703. november 28-án a lakosságot a könnyebb védhetőség érdekében Karcagra költözteti, egészen 1707-ig, majd innen Sarkadra telepíti őket. Otthonaikba csak 1711-ben a szatmári békét követően költözhettek vissza, innentől számítjuk a mai város alapítását.
A visszajött emberek először is a tősgyökeres békési lakosok voltak, mint például: Borbély Mihály, Csarnai Tamás és Ferenc, Csávás András, Gellén Mihály, Kovács János és Nagy István. Jöttek hozzájuk még az elpusztult Békés vármegyei falvakból is, mint például a Püskiek Vészéről, Szűcs, Szabó, 
Csapó nevűek Ölyvedről, Győri Ferenc Berényből, hét család pedig (pl. Dohányos, Kánya) Ibrányból. Letelepedésükkor még élénken élt bennünk a tudat, hogy városuk némileg szabadalmazott hely, s azért pecsétjükbe egy hajdú-zászlót tartó férfi kart rajzoltattak, köriratul pedig e szavakat vésették: „Nemes Bíkís város pecsétje.« 
A gyors fejlődésnek indult településnek a belső vándorlás nem volt elegendő ahhoz, hogy lakosságának létszáma jelentősen növekedjen, 1715-ben még csak 535 fő volt. Ekkor (1715) 97 jobbágy- és 10 zsellércsalád, összesen 107 család lakott Békésen.
A vármegyét szolgálataiért az udvartól megkapó Harruckern János György 1720-ban, hogy birtokait jövedelmezővé tehesse, s ehhez a termelőmunkát beindíthassa, telepítésbe fogott. Az első telepesek az Alföld északi vármegyéiből (Nyírség és Bihar) jöttek, és a sok szabad földnek, valamint a nagy természetes népszaporulatnak köszönhetően a falu lakossága növekedésnek indult. A népességnövekedésnek több összetevője volt, a növekedést elsősorban a természetes szaporulat adta, kisebb részben a helyi lakosság visszatelepedése és más nemzetiségűek betelepítése, bevándorlása. A szomszédos településeken nagy számban telepedtek le szlovákok (Békéscsaba), németek (Mezőberény, Gyula), Békésre ez nem volt jellemző. A magyar lakosság mellett csak kis számban, leginkább házasodás révén kerültek ide más nemzetiségűek. Ez azonban csak mennyiségi gyarapodást hozott, nem eredményezett strukturális változást.
Békés lakosai, mint jórészt hajdú-ivadékok, néha egy-egy kis csetepatéval tették változatosabbá a békés napok egyhangúságát, így 1735-ben 49-en bonyolódtak bele a Péró-féle lázadásba és csak húszan tértek közülük vissza.
1739-ben a pestis megakadályozása végett elrendelt szabályok keltettek közöttük akkora elégületlenséget, hogy lázadásban törtek ki. Ez persze nem akadályozta meg a pestist abban, hogy 1185 embert, Békés akkori lakosságának mintegy felét el ne ragadja.
1749-ben az itt elszállásolt katonasággal tűztek össze. 1758-ban hat nagyszájú embert, lázító szavak miatt nyilvánosan megbotoztak.
Az 1711-ben készült fatemplom helyett 1732–34-ben téglából építettek templomot az ev. ref. vallásnak, 1748-ban hozzá fatornyot, amelybe aztán órát is helyeztek. 1776-ban a templomot meghosszabbították és 1784-ben téglatornyot építettek. A római katolikusok számára először 1783-ban küldtek ide papot. A Szentháromság tiszteletére emelt templomukat 1792–95-ben építették. A görögkeletiek 1783-ban építettek templomot, s azt az aradi püspök 1789-ben avatta fel.
1732-ben 368 volt a családok száma, s az egész lakosság száma mintegy 1840 fő.
1773-ban 761 házban 292 telkes jobbágy-, 449 házas zsellér-, 177 házatlan zsellér, 45 iparos- és 4 kereskedő család lakott Békésen.
Első ismert bírája 1714-ben Gellén Mihály volt; jegyzője Dobi János. Vezetésük alatt Csatár, Dánfok, Murony, Csarna, Verebes, Détér elpusztult falvak határait mindjárt 1711-ben elkezdték használni a lakosok. Később Kamutnak nagyobb része, továbbá Gyúrnak fele, 1769-ben pedig az egész Gyúr szintén az ő határukhoz csatoltatott.
Minthogy pedig közigazgatásilag nemrégiben Bélmegyert is Békéshez osztották be, így Békés határa a vármegyében a 19. századra a legterjedelmesebb lett és nagyrészt földművelő  és állattenyésztő hely maradt. Noha Harruckern János György már 1730-ban megszerezte számára a vásártartás jogát, s így Békés megint a mezővárosokhoz tartozott.
A 18-19. század gazdálkodására jellemző a rétgazdálkodás, az extenzív állattartás és a halászat. Harruckern Ferenc 1775-ben bekövetkezett halálát követően örökösödés révén Békés és környéke 1798-ban a Wenckheim grófok kezébe került.
Leírás a településről a 18. század végén:
```
BÉKÉS: "Mező Város Békés Vármegyében, földes Ura Báró Haruchker Uraság, lakosai katolikusok, és reformátusok, Békés Városának régiségét bizonyíttya, az egész Vármegyének töle költsönözött nevezete; sík helyen tavak közt, és a’ körös vizeknek öszvefojásainál épűlt, széjjel terjedett közönséges épűleteivel. Némellyek a’ békáknak sokaságától gondolyák első elneveztetését, mellyek elég bőven tenyésződnek körűl lévő vizeiben; vagy talán a’ békés helyről neveztetett Békésnek, akár mint lett legyen neveztetése; de leg népesebb, ’s leg nagyobb Mező Város Békés Vármegyében, és a’ föld mivelési munkához nem kevéssé alkalmatos, ’s még jobb lehetne, ha lakosai nagyobb szorgalommal iparkodnának; mert sokan vagynak e’ helyen, mint Magyar Országon más sok helységekben is ollyanok, a’ kik tsak a’ földnek jóságához bizakodnak, ’s ha enni valójok van, a’ jövő esztendőröl, és a’ szűk időröl nem igen gondoskodnak. Veteményei kiváltképen jók, kivévén az ollyan helyeit, mellyeket a’ víz elszokott néha önteni; a’ barom tartásra is igen kövér főldgye van, kivált Körös vize körűl, lakosai többnyire magyarok, és jó szántó vetők ha akarják; nem külömben sok marhát tartók. Hajdan a’ Királyoknak is szállást adott, a’ mint ezt a’ Királyokról, ’s más nagy emberektöl írtt hajdani levelek bizonyíttyák. Legelője, ha a’ víz nem bántya, minden marhainak elég, réttyei jók, malma, nádassa elég, szőlös kertyei is vannak. Némellyek a’ Körös vizén lápokkal is járnak, első Osztálybéli."
 
(
Vályi András
: 
Magyar országnak leírása
 1. kötet, 
1796
–
1799
)
```

Népességének növekedése folyamatos, egészen az 1780-as évekig, amikor rövid, 10 éves stagnálás következett be. Ez annak tudható be, hogy a hirtelen növekedés meghaladta a település népesség-eltartó képességét, melynek hatására a településen feszültségek keletkeztek, a korszak demográfiai folyamataival ellentétben Békés már ekkor népesség kibocsátó, például 1786-ban főképp Békésről kivándoroltakkal telepítik be a bánsági Magyarittabét (Novi Itebej).

### 19. század
1834-ben a bíró, Csávás Mihály és a református pap, Elekes András közt kitört viszályba a lakosság nagy része belekeveredett, s csaknem véres verekedés fejlődött ki. 1845-ben a bíróválasztás miatt keletkezett jókora zavargás.
Az 1848-as forradalmat követően a település rendezett tanácsú város lett.
1858-ban megépült a Szajol–Lőkösháza-vasútvonal, amely a várost nem érintette, így az országban jellemző ipari fejlődés elkerülte, forgalmi árnyékba került. Ez odáig vezetett, hogy 1872-ben Békés elvesztette városi rangját, nagyközséggé vált. Lakossága elsősorban mezőgazdaságból élt, kiterjedt tanyavilág épült a település határában.
A település 19. századvégi öt kerülete: Malom-vég, Bán-hida, Ibrány, Új-város és Hatház. A Malomvégnek a török uralom előtt Malomzug volt a neve. A Malomvég elnevezés onnan származott, hogy a 18. században itt állt a 4 kerekű vízimalom.

### Legújabb kor
A következő évtizedek visszalépést hoztak a község életében, amin az sem segített, hogy 1883-ban elkészült a Murony–Békés-vasútvonal, majd 1902-ben a Alföldi Kisvasút is. A megye másik három települése (Gyula, Békéscsaba, Orosháza) mellett mind gazdasági jelentőségben, mind pedig népességszámában lemaradt. A foglalkozási viszonyokban az agrárjelleg dominált.
A XX. század elején megindult a polgárosodás, bizonyítéka, hogy több új, meghatározó épületekkel gyarapodott a település, 1903-ban megépült a gimnázium, 1904-ben a mai városháza. Ennek a viszonylagos fejlődésnek az első világháború vetett véget. A tanácshatalom Békést városi rangra emelte, amit azonban a Tanácsköztársaság leverése után elveszített. A világháború vége felé a román megszállás nehézségeit kellett elviselnie. 1939-ben az ország legnagyobb községe volt.
A második világháború után négy új község alakult Békés határában: Bélmegyer (1946), Murony (1950), Kamut (1950) és Tarhos (1954). Ekkor a nagyközség lakossága 21 ezer fő alá csökkent. 1969-ben a nagyközségi címet, majd 1973. április 15-én a városi címet is visszakapta. A városi jogállás megszerzését követően iparosítási kísérletek történtek, hogy a település minél több lakosnak megélhetést tudjon nyújtani, de ezek a kezdeményezések a rendszerváltás idején többnyire életképtelennek bizonyultak. Az 1980-ban a Kettős-Körös jobb partján bekövetkezett gátszakadás után a keleti határában kiépült tanyavilága, valamint Rosszerdő néven ismert külterületi része – a jellemzően vályog építésű házaknak köszönhetően – teljesen megsemmisült.
Az elmúlt évtizedben valódi városi arculatot nyert, de alapvetően megőrizte kisvárosi hangulatát, amelyet a valódi iparosodás elmaradásának köszönhet.

## Közélete

### Polgármesterei
| Polgármester | Polgármester   | Polgármester                                           |  |
| ------------ | -------------- | ------------------------------------------------------ |  |
| 1990–1994    | Kökéndy József | SZDSZ                                                  |  |
| 1994–1998    | Pataki István  | MSZP                                                   |  |
| 1998–2002    | Pataki István  | MSZP                                                   |  |
| 2002–2006    | Pataki István  | MSZP                                                   |  |
| 2006–2010    | Izsó Gábor     | Fidesz-Jobboldali Összefogás                           |  |
| 2010–2014    | Izsó Gábor     | független                                              |  |
| 2014–2019    | Izsó Gábor     | független                                              |  |
| 2019–2024    | Kálmán Tibor   | Fidesz-KDNP-Jobboldali Összefogás Békésért             |  |
| 2024–        | Kálmán Tibor   | Fidesz-KDNP-Jobboldali Összefogás Békésért Polgári Kör |  |

A településen az 1998. október 18-án megtartott önkormányzati választás érdekessége volt, hogy az országos átlagot jóval meghaladó számú, összesen 8 polgármesterjelölt indult. Ilyen nagy számú jelöltre az egész országban csak tíz település lakói szavazhattak, ennél több (9, 10 vagy 12) aspiránsra pedig csak öt másik településen volt példa.

### A 2024-es önkormányzati választás eredménye
- A polgármester-választás eredménye[1]

| Jelölt neve    | Jelölő szervezet(ek) | Jelölő szervezet(ek) | Szavazatok száma | Szavazatok aránya |
| -------------- | -------------------- | -------------------- | ---------------- | ----------------- |
| Kálmán Tibor   |                      | Fidesz – KDNP        | 3336             | 41,39%            |
| Rácz Attila    |                      | Független            | 3236             | 40,15%            |
| Földesi Mihály |                      | Mi Hazánk            | 1487             | 18,45%            |
| Összesen       |                      |                      | 8059             | 100%              |

- A képviselőtestület-választás eredménye[17]

| Párt | Párt                | Mandátumok | Képviselő-testület | Képviselő-testület | Képviselő-testület | Képviselő-testület | Képviselő-testület | Képviselő-testület | Képviselő-testület | Képviselő-testület | Képviselő-testület | Képviselő-testület | Képviselő-testület | Képviselő-testület |
| ---- | ------------------- | ---------- | ------------------ | ------------------ | ------------------ | ------------------ | ------------------ | ------------------ | ------------------ | ------------------ | ------------------ | ------------------ | ------------------ | ------------------ |
|      | Fidesz – KDNP       | 8          | P                  |                    |                    |                    |                    |                    |                    |                    |                    |                    |                    |                    |
|      | Mi Hazánk           | 2          |                    |                    |                    |                    |                    |                    |                    |                    |                    |                    |                    |                    |
|      | Békési Ipartestület | 2          |                    |                    |                    |                    |                    |                    |                    |                    |                    |                    |                    |                    |

## A város jelképei

### Címer
A címerpajzsban kék mezőben, levágott, derékszögben behajlított páncélos jobb kar, vörös színű, négy ezüst ponttal (körrel) díszített arany nyelű, és szegélyű zászlót tart. A pajzson ezüst sisak nyugszik, rajta nyílt, arany színű korona. A sisakdísz vállban elvágott, tompaszögben behajlított kivont ezüst kardot tartó páncélos jobb kar.

### Logó
A logó leírása: a város főtéri hídjának, híd melletti pavilonjainak grafikus ábrázolása.

### Szlogen
A város szlogenje: Békés – a hidak városa.

## Népesség

### Népességének változása
| Lakosok száma | 19 924 | 19 676 | 18 322 | 17 998 | 17 678 | 17 726 | 17 526 |
|               | 2013   | 2014   | 2019   | 2021   | 2022   | 2023   | 2024   |

### Etnikumok
A 2011-es népszámlálás során a lakosok 90,7%-a magyarnak, 7% cigánynak, 0,4% németnek, 0,3% románnak, 0,4% szlováknak mondta magát (9,3% nem nyilatkozott; a kettős identitások miatt a végösszeg nagyobb lehet 100%-nál).
2022-ben a lakosság 90,3%-a vallotta magát magyarnak, 5,1% cigánynak, 0,5% németnek, 0,3% szlováknak, 0,3% románnak, 0,1-0,1% görögnek, bolgárnak, ukránnak és szerbnek, 1,9% egyéb, nem hazai nemzetiségűnek (9,6% nem nyilatkozott; a kettős identitások miatt a végösszeg nagyobb lehet 100%-nál).

### Vallási megoszlás
A vallási megoszlás 2011-ben a következő volt: római katolikus 9,3%, református 29%, evangélikus 1%, görögkatolikus 0,2%, felekezeten kívüli 37,5% (18% nem nyilatkozott).
2022-ben vallásuk szerint 20,8% volt református, 6,1% római katolikus, 4,7% egyéb keresztény, 1% egyéb katolikus, 0,9% evangélikus, 0,2% görög katolikus, 0,1% ortodox, 30,1% felekezeten kívüli (35,9% nem válaszolt).

## Látnivalók, nevezetességek

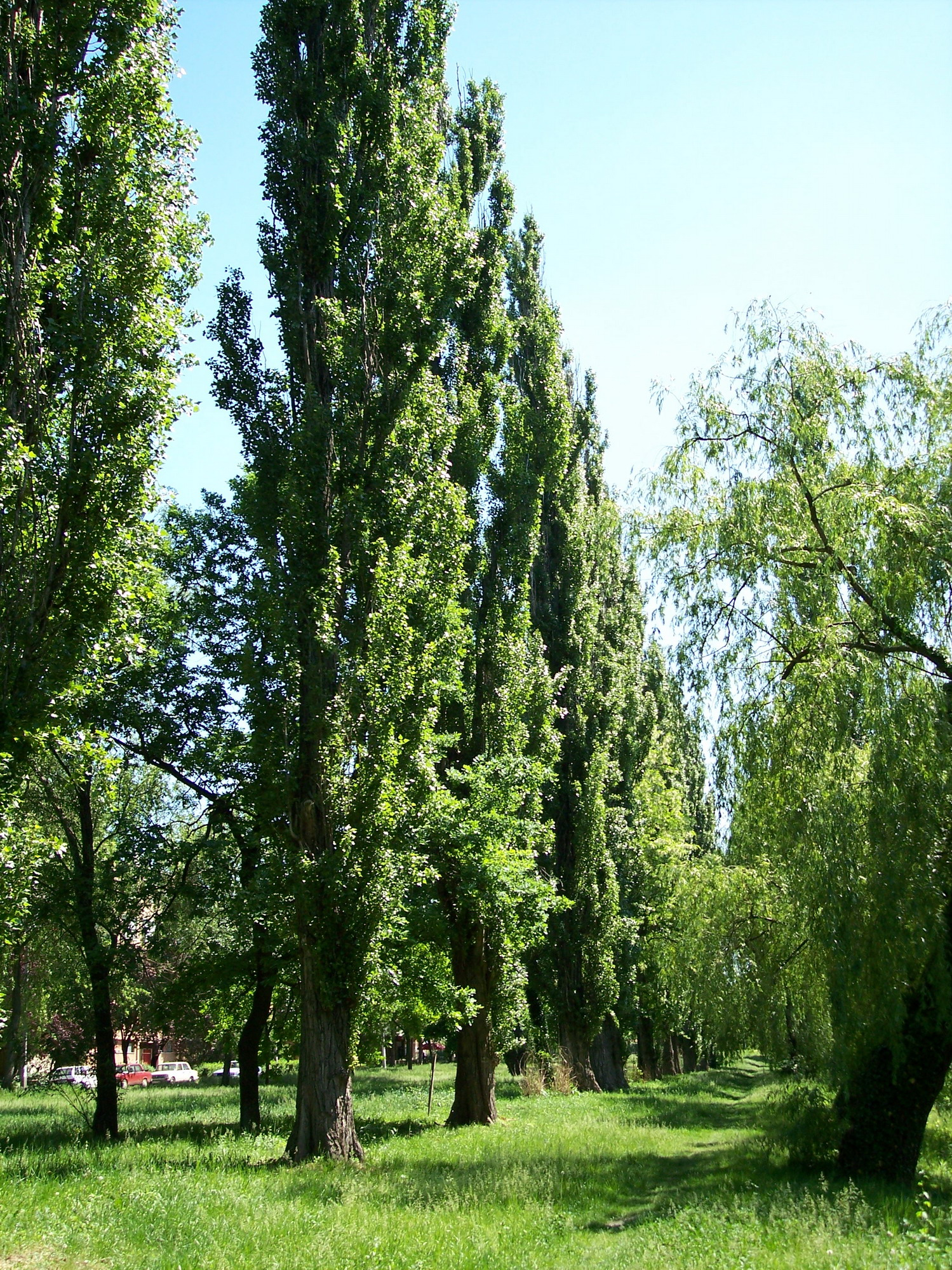
Nyárfák az Élővíz-csatorna mentén

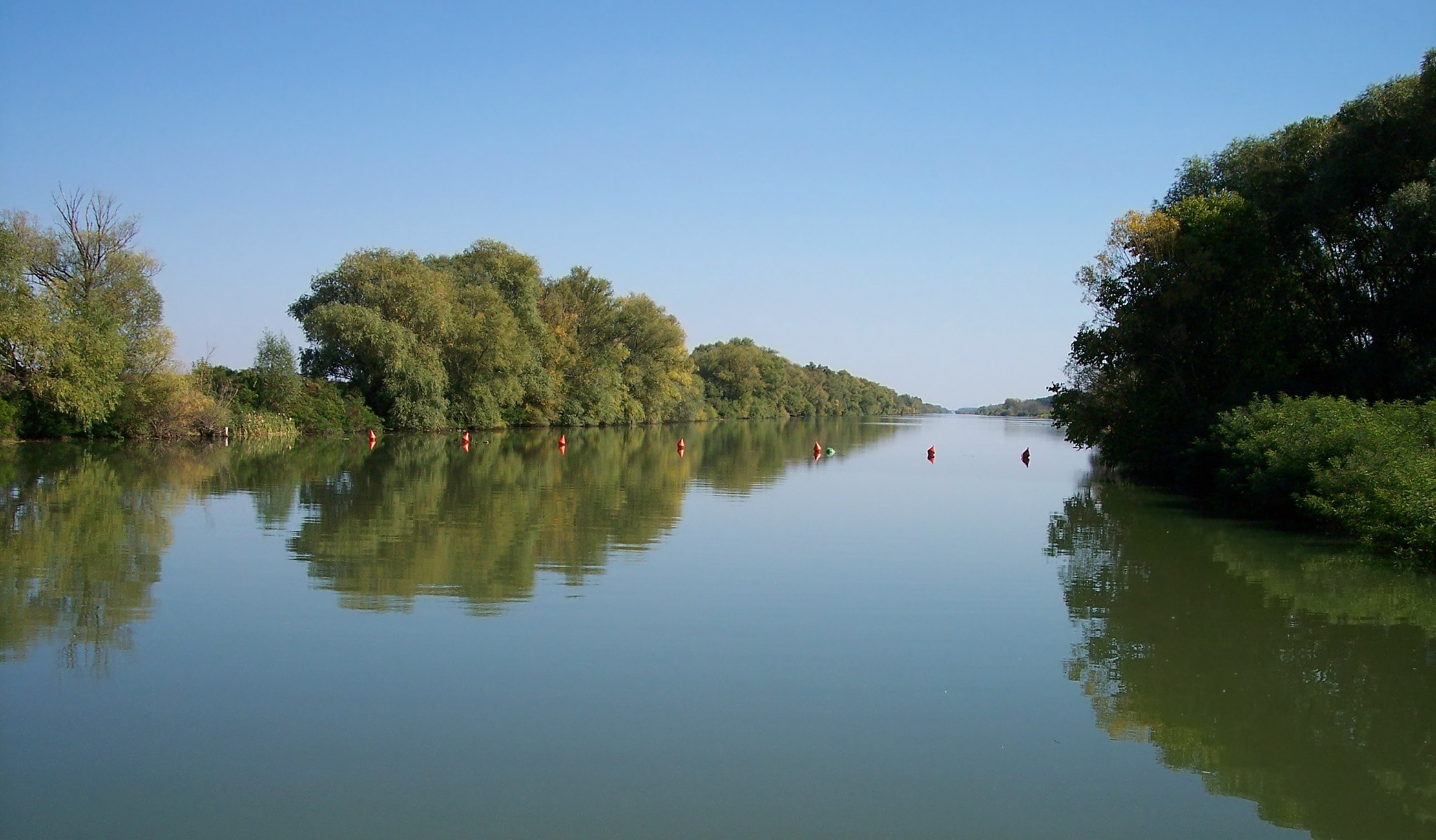
A Kettős-Körös Békésnél

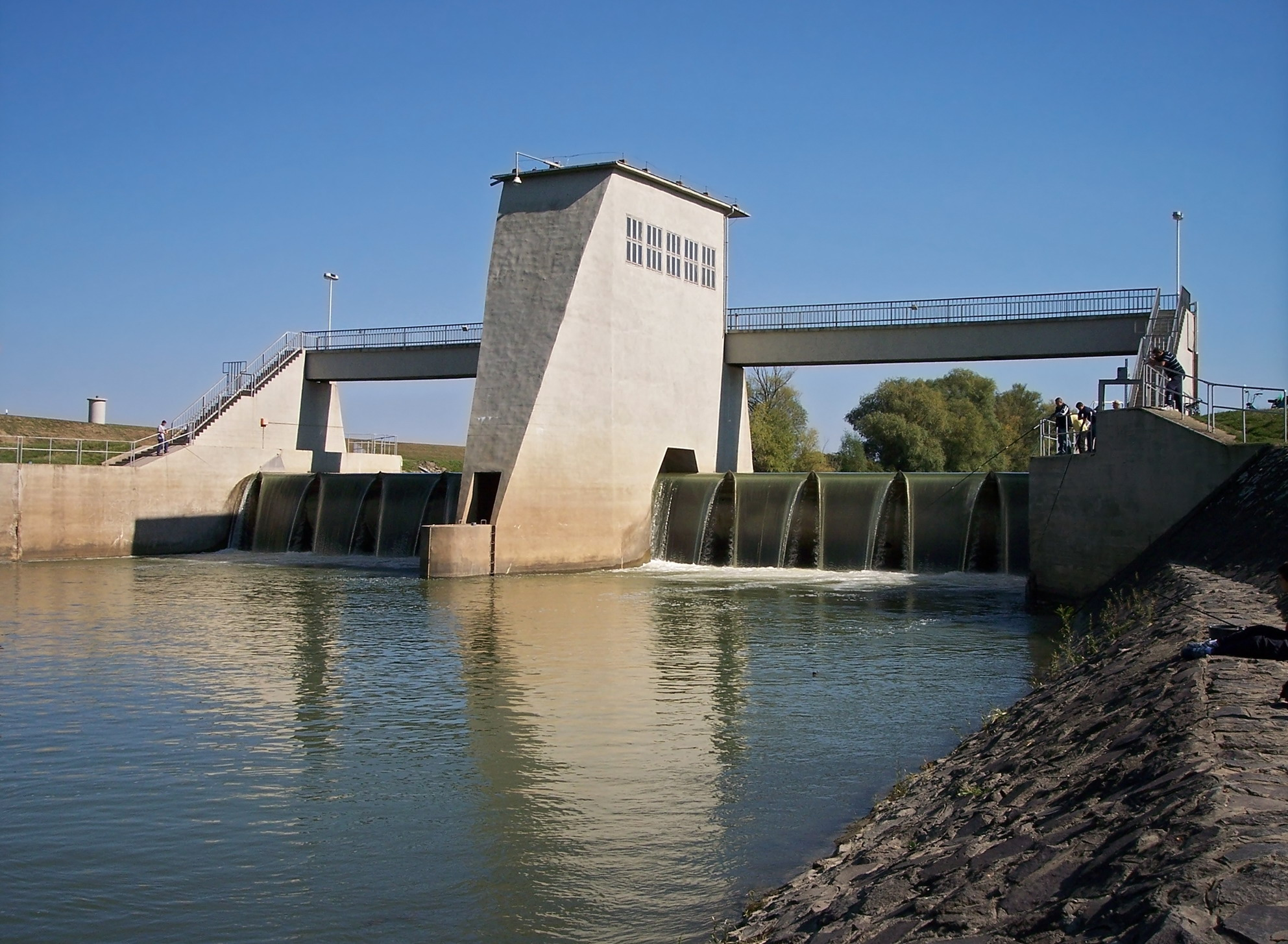
Duzzasztó gát Békésen

### Templomok
- Református templom

Műemléki református templom. A copfstílusú épület mai formáját 1905-ben kapta. Az 1732-ben épült kisméretű téglatemplom állandó bővítése, alakítása eredményezte a mai külsőt. Orgonája az ország 2. legnagyobb református templomban lévő orgonája.
- Római katolikus templom

1795-ben barokk stílusban épült római katolikus templom. A szentély oldalán függő hatalmas festmény Jantyik Mátyás, békési születésű festőművész utolsó alkotása, és többek között Orlai Petrich Soma egyik képe is látható.
- Ortodox templom (a Sparral szemben)

Görög és román hívők számára épült ortodox templom, védőszentje: Istenszülő születése. Szép arányú épület, belsejében öttengelyes ikonosztáz épült. A képek az aradi származású, kiváló mester Stefan Tenecki művei, keretezésük a copfstílus naturális levél-virág koszorújából készült.
- Egykori zsinagóga – ma pálinka centrum
- Baptista imaház
- Pünkösdi imaház

### Temetők
- Rózsa temető
- Malomvégesi temető
- Bánhidai temető
- Zsidó temető, ravatalozó, Winkler egykori békési rabbi sírjával, Szarvasi út.
- Ortodox temető (Szarvasi út)

### Múzeumok, műemlékek
- Jantyik Mátyás Múzeum (Széchenyi tér 6.) 18. század végi barokk épület, volt gazdatiszti lakás.
- Békési Galéria (Széchenyi tér 4.) Bér-ház 1885.

1885-ben épült a Magyar Királyi Szálloda – ismertebb nevén a Bérház – amelyben a Városi Könyvtár és Galéria kapott helyet. Falán emléktábla hirdeti, hogy a II. világháborút követően 1949-ben, az épületben nyílt meg a vidék első művelődési otthona.
- Békési Ház (Tájház – Durkó u. 9.) Parasztház 1866

Durkó utca városképi jelentőségű utcaképe. A 8. sz. alatti gazdaház adott helyet a tájháznak, amelyben a parasztgazdaság összegyűjtött emlékeit, tárgyi kultúráját jellemző berendezési tárgyait, eszközeit láthatjuk.
- Iskolamesteri lakás (Petőfi S. u. 41.)
- Mini Vasúttörténeti Park (Gőzmalom sor 12.)

A 377,269 pályaszámú gőzmozdony volt a Pálinkafőzde gőzszolgáltatója a 90-es években. A mozdony, két kocsi, egy takaros megállóhely alkotja a parkot.
- Wenckheim-kastély

### Köztéri szobrok, emlékművek
- Veress Kálmán forradalmi emlékműve
- A református parókia öreg épülete előtti falon emléktábla őrzi Arany János 1851. évi itt tartózkodásának emlékét.
- A parókia másik emlékeztetője Karacs Terézre, a magyar nőnevelés úttörő alakjának békési tartózkodására hívja fel a figyelmet.
- Nemrég itt avatták fel Szabó Lőrinc 20. századi jeles magyar költő emléktábláját.
- Széchenyi tér délkeleti végében áll Pásztor János szobrász első világháborúban elesett katonák emlékműve, valamint vele szemben az 1996-ban avatott eltörött harangot találjuk, a második világháborúban elesett, illetve áldozatokká vált békésiek emlékére.
- Az 1904-ben épült Városháza falának kazettájában Irányi Dániel szobra található. A márciusi ifjak egyike, a város egykori országgyűlési képviselőjének mellszobrát tekinthetjük meg.

### Természeti látnivalók
- Békés város jellegzetessége a rendkívüli méretű külső kertövezet, amely a lakóterülettel közvetlenül határos, és mintegy 3000 békési család háztartásának fontos bázisa. Főleg szilva- alma-, meggy-, cseresznye- és diófák, konyhakerti növények lelhetők fel.
- Az utóbbi 200 évben tucatnál többször fordult elő a térségben földrengés. Közülük a legjelentősebb pusztítást az 1978-as, a Richter-skála szerinti 4,5-es erősségű rengés okozta, melynek epicentruma Békés volt.
- A különböző földtani kőzettípusok igen változatosak: lösz, homok, agyag, iszap és kavics váltogatja egymást.
- A település legfontosabb folyóvize napjainkban a Kettős-Körös-csatorna, amely az 1855-57 közötti folyószabályozást megelőzően Békés területén, ma Doboz-Szanazugnál összefolyó Fekete- és Fehér-Körösből keletkezett.
- A folyó vízszintjét az 1968-ban a dánfoki üdülőközpont mellett átadott duzzasztóművel szabályozzák.
- Figyelemre méltóak a rétegvizek mint ivóvíz-források, nagyobb mélységben pedig gyógyhatású melegvizet is tártak fel, amelyre gyógyfürdőt építettek.

## Közintézmények

### Oktatási intézmények

#### Középiskolák
- Szegedi Kis István Református Gimnázium, Szakgimnázium, Általános Iskola, Óvoda és Kollégium [20] Az 1552-ben alapított iskola működése gyakorlatilag folyamatos. Méltán viseli a nemzeti kultúra fejlesztésében jeles érdemeket szerzett Szegedi Kis István reformátor nevét.
- Gál Ferenc Egyetem, Technikum, Szakképző Iskola és Kollégium

#### Általános iskolák
- Dr. Hepp Ferenc Általános Iskola [21]
- Reményhír Szakközépiskola, Általános Iskola, Óvoda és Alapfokú Művészeti Iskola
- Szegedi Kis István Református Gimnázium, Szakgimnázium, Általános Iskola, Óvoda és Kollégium, Karacs Teréz Tagintézménye

#### Óvodák
Békési Kistérségi Óvoda és Bölcsőde, Baky u. 4.
Csillagfürt Református Óvoda

##### Tagóvodák
- Baky u. 4. sz.
- Korona u. 1. sz.
- Ótemető u. 2. sz.
- Teleki u. 26. sz.

#### Bölcsődék
- Földvár Bölcsőde, Fábián u. 25/2.
- 2. sz. bölcsőde, Bajza u. 1.
- 3. sz. bölcsőde, Rákóczi u. 16.

### Kulturális intézmények
- Békés Városi Általános Művelődési Központ – Alapfokú Művészeti Iskola
- Békés Városi Püski Sándor Könyvtár

### Egyéb intézmények, infrastrukturális létesítmények
- Békés Városi Egyesített Egészségügyi Intézmény és Rendelőintézet
- Tüdőbeteg-gondozó Intézet
- Egészségház
- Békés Vármegye Képviselő-testülete Hajnal István Idősek Otthona
- Békés Vármegyei Katasztrófavédelmi Igazgatóság Békési Polgári Védelmi Iroda
- Békés Vármegyei Levéltár Békési Fióklevéltára
- Békés Városi Kulturális Központ
- Békés Városi Családsegítő és Gyermekjóléti Szolgálat
- Békés Városi Jantyik Mátyás Múzeum [22]
- Békés Városi Püski Sándor Könyvtár [23]
- Békés Városi Területi Gondozási Szolgálat
- Piacfelügyelet
- Békési Önkormányzati Tűzoltó-parancsnokság

## Média
- Békés Mátrix – Békési Közösségi Hírportál, 142 000 fotó, 1400 videó, 14 000 cikk – 24 órában
- Békési Újság – Mindig van mit olvasni!

## Sportélete
Kézilabda
- ERSTE-Békési Férfi Kézilabda Klub
- Női Kézilabda Tornaegylet

Labdarúgás: Békési Football Club,Békés U13,REFI
Kosárlabda: Békés és Vidéke ÁFÉSZ Sportegyesület, Békési Sportjáték és Szabadidő Klub – férfi kosárlabda klub
Asztalitenisz: Békési TE
Tenisz: Békési Tenisz Klub
Ökölvívás: Békési TE, Surman Box Klub, Box és K-1
Kajak-Kenu: Békés Kajak-Kenu Club
Atlétika:
- Békési Diákatlétika Klub
- Békési Diákok Atlétikai Clubja

Torna:
Békési Torna Egylet
Lövészet:
Városi Lövész Klub
Sakk: Békési TE

## Érdekességek
- Ahogy a többi szomszédos városnak, úgy Békésnek is volt egy gúnyneve. Ez a Madzagfalva. Ennek a népi mondák, hagyományok a gyökerei (például: minden békésinek mindig van a zsebében madzag, a várost egyszer körbekerítették madzaggal hogy azokhoz ne jusson el a harangszó, akik nem járultak hozzá a harangtorony megépítéséhez).
- A tájegység tájszólása az í-zés, különösen az é-k helyén (ennek értelmében: "Bíkís").
- A gyógyvize a hévízivel egyenértékű.[forrás?]
- Az 1892-ben Békésen megalakult sportkör, a napjainkban is működő Békési Torna Egylet az egyik legrégebb vidéki sportklub hazánkban.
- 1896-ban itt volt Magyarországon az első vidéki filmbemutató.
- 1949-ben itt alakult az ország első művelődési otthona. A II. világháború után, 1949. május 12-én Békésen nyitották meg az első szabadpolcos könyvtárat.
- Ma az Alföldi medence egyik legmélyebb része. Napjainkban ennek a következményei az időnként kipattanó földrengések; írásos feljegyzések szerint az utóbbi 200 évben tucatnál többször fordult elő a térségben ez a természeti jelenség. Közülük a legjelentősebb pusztítást az 1978-as, a Richter-skála szerinti 4,5-es erősségű rengés okozta, melynek epicentruma Békés volt.
- Békésen adták először (mindössze egy évvel a "legnagyobb magyar" halálát követően, 1861-ben) közterületnek Gróf Széchenyi István nevét.

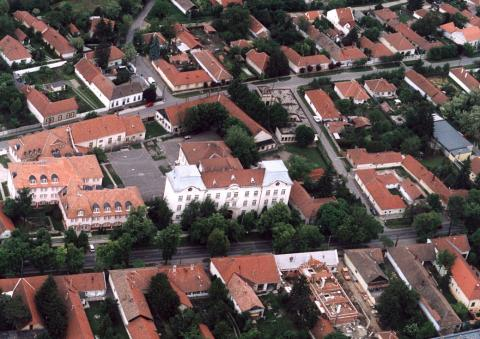
Légi felvétel, középen a Szegedi Kis István Gimnázium

## Híres emberek

### Itt születtek
- 1738-ban Szikszai György debreceni esperes-lelkész, teológiai író, nyelvész († 1803)
- 1797-ben Giba Antal földmérő-mérnök († 1846)
- 1817-ben Beregszászy Lajos, a legjelentősebb magyar zongoragyáros († Budapest, 1891)
- 1824-ben Somlyai Gábor földművelő, író († 1900)
- 1864-ben Jantyik Mátyás festőművész († Békés, 1903)
- 1868-ban Veres Endre történész († Pécs, 1953)
- 1890-ben Durkó Antal gimnáziumi tanár, múzeumvezető († Békés, 1978)
- 1893-ban B. Szabó István miniszter († Békés, 1976)
- 1894-ben Csurka Péter író, újságíró († Balatonalmádi, 1964)
- 1909-ben Hepp Ferenc diákatléta, sportszótárkészítő († Budapest, 1980)
- 1911-ben Püski Sándor könyvkiadó († Budapest, 2009)
- 1918-ban Tóth III. Mátyás válogatott labdarúgó († Halmstad, Svédország, 2002)
- 1928-ban Béládi Miklós József Attila-díjas irodalomtörténész és kritikus († Budapest, 1983)
- 1928-ban Bereczki Gábor nyelvész, a finnugor nyelvek kutatója és tanára, professor emeritus († Budapest, 2012)
- 1944-ben Bajkó Károly olimpiai bronzérmes birkózó
- 1933-ban Janáky Viktor Munkácsy Mihály-díjas (1986) és Pro Urbe díjas (1978) keramikusművész, grafikus († Budapest, 1999)
- 1939-ben Erdei Árpád büntető eljárásjogász, egyetemi tanár, az Alkotmánybíróság volt alelnöke († 2021)[24]
- 1946-ban Minya Mária Munkácsy Mihály-díjas (1980) szobrász és keramikusművész
- 1964-ben Jantyik Csaba színművész, énekes, szinkronszínész († 2024)[25]
- 1968-ban Milák Brigitta festőművész
- 1968-ban Elek Zoltán,[forrás?] a Videó Infó–1 csatorna készítője
- 1983-ban Gulyás Attila színművész
- 1989-ben Cifra Anita magyar válogatott kézilabdázó
- 2004-ben Brezina Tamara Lili kettlebell országos bajnok és világbajnoki ezüstérmes

### Díszpolgárai
- 1988: Gulyás György karnagy, Balogh László országgyűlési képviselő, TSZ-elnök, Inokai János MSZMP I. titkár,
- 1992: Bíró Lajos gimnáziumi igazgató (posztumusz), Polgár Lajos gimnáziumi tanár (posztumusz), Dézsi Zoltán Gyergyószentmiklós polgármestere, Dr. Hepp Ferenc a Testnevelési Tudományos Kutatóintézet létrehozásáért, Kecskeméti Gábor gimnáziumi tanár
- 1993: Dr. Sebők Elek ügyvéd (posztumusz), B. Szabó István miniszter, országgyűlési képviselő, HM államtitkár (posztumusz)
- 1996: Dr. Püski Sándor könyvkiadó
- 1998: Makoviczki János tanácselnök, Dr. Sós Sándor, Vámos László
- 2005: Dr. Durkó Antal gimnáziumi tanár, múzeumvezető (posztumusz)
- 2007: Dr. Tóth József hidrogeológus
- 2012: Csuta György festőművész
- 2013: Pataki István (posztumusz) polgármester
- 2015: Dr. Hepp Ferenc (posztumusz) ortopéd- és sportszakorvos, az iskolanévadó fia
- 2016: Mezei János Gyergyószentmiklós korábbi polgármestere
- 2017: Sebestyénné Farkas Ilona zenepedagógus, karvezető
- 2018: Hégely László ny. agrármérnök-tanár

### ABékés Városért díjkitüntetettjei
| - 1979. Gulyás György – vezető karnagy Debrecen - 1980. Szász Lajos – nyug. igazgatóhelyettes Békés; Novákné Juhász Márta – építészmérnök Szeged; Novák István – építészmérnök Szeged - 1981. Dr. Sós Sándor – MTVB osztályvezető Békéscsaba; Vámos László – MTVB osztályvezető Békéscsaba; Siraki Ferenc főhadnagy, MN Műszaki Alakulat – árvízvédelemért Orosháza - 1982. Szatnkó Mihály – nyug. TSZ elnök Békés; Balogh László – országgyűlési képviselő TSZ elnök Békés; dr. Buzás Gábor nyug. TSZ elnök Békés; Barta István nyug. MHSZ-titkár Békés - 1983. Végh László – nyug. pedagógus Békés; Kovács Sándor – nyug. TSZ elnök Murony; Csontos Sándor – MTVB főmérnök Békéscsaba; Kisvárdai Tibor – nyug. Békési Szolg. Szöv. vezetője Békés - 1985. Dr. Varga Imre – nyug. ÁFÉSZ ig. elnök Békés; Nagy Mihály – a Kosárgyár igazgatója Békés; dr. Tarsoly Lajos – bíró (VB tag, tanácstag) Békés; Makoviczki János – városi tanácselnök, Békés; 1985. Polgári István helyi kisiparos - 1986. Inokai János – MSZMP Városi Bizottság első titkára Békés - 1988. Csók Sándor – OTP BM Ig. igazgatója Békés; Nagy Gábor – Városi Szakszervezeti Bizottság titkára Békés; Szabó Zoltán – MÁV főépítésvezetőség Békéscsaba - 1989. Tamási Géza – Békés Megyei Építőipari Szöv. elnöke Békés - 1989. Dr. Gyarmath Olga nyug. középiskolai tanár Békés, Békés – Tarhosi Baráti Kör titkára - 1995. Dr. Szudy Géza – posztumusz pedagógus, író Békés; Fejes Antal – zeneiskola-igazgató Békés; dr. Veres Mária – köztisztviselő Békés; Körözsi Ferenc – karnagy – tűzoltóság Békés; Szöllősi Ferenc rendőr zászlós; Nagy Károly sportvezető; Pankotai Gábor kajak-kenu világbajnok Békés - 1996. Dr. Szekeres János – főorvos Békés; Püski Imréné – köztisztviselő Békés; Eisele Vera – pedagógus Békés - 1997. Dr. Szabó Ferenc – főorvos Békés; dr. Lipták Pál – gyermekorvos Békés; Csuta György – festőművész Békés; Nagy Gábor VB elnök, nyugd. Közigazg. Tev. Békés; 1997. Szatmári István – törvénybíró Békés - 1998. Bozay Attila – zeneszerző Békés - 1998. Laborczy Aladár- tanár Békés - 1998. Minya Gábor – vállalkozó Békés - 1998. Takács Istvánné – pedagógus Békés - 1998. Dr. Vladár János – orvos Békés - 1999. Kállai Jenőné – pedagógus Békés - 1999. Varga Sándor – tanár Békés - 1999. Püski János – vállalkozó, a választási bizottság elnöke Békés - 2000. Jenei Béla – tanár Békés, Hégely László – mezőgazdasági vállalkozó, hagyományőrző népdalkör Békés - 2001. Papp László – posztumusz városi főépítész Békés - 2001. Dr. Gyöngyössy György – orvos Békés - 2001. Fábián Mihály – vállalkozó Békés - 2001. Tarjáni Ferenc – kürtművész Budapest - 2002. Juhász Lajosné – pedagógus Békés - 2002. Úti Éva – könyvtárigazgató Békés - 2002. Nagy Sándor – szobrász Békés - 2002. Nagy László – nyugdíjas egyesület Békés - 2003. Rácz Rezső – nyugdíjas egyesület Békés - 2003. Dr. Fakas István – háziorvos Békés - 2003. Márton László – posztumusz – fényképész Békés - 2003. Dávid Mátyás – iskolaigazgató Békés - 2003. Kökéndy Józsefné – zenetanár Békés - 2004. Dr. Daróczi Mária – nyugalmazott VB titkár Békés - 2004. Dr. Olajos Károly – nyug. rendőrkapitány Békés - 2004. Kis László – nyugalmazott VT VB Békés - 2004. Dr. Kovács Eszter – városi tisztifőorvos Békés - 2005. Ferenczi Sándor – nyugalmazott köztisztviselő Békés - 2005. Kökéndy József – nyugd zeneiskola-igazgató, volt polgármester Békés - 2005. Verbai László – volt tanácselnök, a LISZ Kft. vezetője Békés - 2005. Dr. Baranyai István – háziorvos Békés - 2005. Lukács Eszter – hímző népi iparművész Békés - 2006. Dr. Pálkáné dr. Vass Gizella – bíróság nyugalmazott elnöke Békés - 2006. Juhos János – fényképész vállalkozó Békés - 2006. Békési Mihály – pedagógus, sportvezető Békés - 2006. Kovács István – húsipari egyéni vállalkozó Békés - 2006. Kecskeméti Ferencné – gyógyszerész Békés - 2007. Varga László – nyugalmazott középiskolai tanár Békés - 2007. Dr. Matolcsy Kálmán – posztumusz – háziorvos Békés - 2007. Eperjesi József – nyugalmazott szociális otthoni igazgató Békés - 2008. Fejes Antalné – nyugalmazott zenetanár Békés - 2008. Mester Péter – Békési Városvédő és Szépítő Egyesület Eln Békés - 2008. Szabó Gerzson – hagyományőrző amatőr filmes Békés - 2008. Dr. Szuromi Pál – pszichiáter főorvos Békés - 2008. A Békés Városi Önkéntes Tűzoltó Egyesület Békés - 2009. Dr. Kovács Imre – fogszakorvos Békés - 2009. Katona Gyula – református lelkipásztor Békés - 2009. Békési Zoltán – igazgató Békési Pálinka Zrt. Békés - 2009. Barta István Zoltán – vállalkozó – Barta Udvar Békés - 2009. Schimpl Miksáné – nyug. pedagógus Békés - 2009. Balogh József – asztalitenisz – szakvezető edző Békés - 2010. Balla Illésné tanár - 2010. Csuta György Károly ny. fogtechnikus - 2010. Dr. Csiby Miklós szülész-nőgyógyász - 2010. Juhász Sándorné vállalkozó - 2010. Nefelejcs Békési Kulturális és Hagyományőrző Közhasznú Egyesület - 2011. Belleli Lajos Békési Ipartestület egykori vezetője - 2011. Dr. Rácz László ny. főorvos - 2011. Laborczy Aladárné ny. iskolaigazgató - 2011. Keresztény Értelmiségiek Szövetsége Békési Szervezete - 2012. Bagoly László karnagy - 2012. Czinanó József közmunkás brigádvezető, géplakatos - 2012 Farkas Lászlóné ny. iskolaigazgató - 2013. Szilágyi Erzsébet népművelő - 2013. Varga István hentes és mészáros - 2013. Szeverényi Barnabás tanár - 2014. Kállai Júlia grafikusművész, tanár - 2014. Jákli Jánosné közmunka programvezető - 2014. Horváth Elek zenepedagógus - 2015. Dacziné Dúzs Julianna hobbikertész - 2015. Püski Sándor grafikusművész - 2015. Juhász Zoltán cukrászmester - 2016. Ladányi Zoltán rendőr ezredes, kapitányságvezető - 2016. Szatmári László "Szatyi" vállalkozó - 2017. Miklós Lajos ny. mérnök, a városvédő egyesület elnöke - 2017. Szegfű Katalin újságíró, médiatanár - 2017. Takács János tanár, sportvezető - 2018. Gellénné Körözsi Eszter gimnáziumi tanár - 2018. Apáti-Nagy Lajos fényképész - 2018. Vámos Zoltán operatőr |

### Itt haltak meg
- 1892-ben Karacs Teréz író

## Testvérvárosai
- Gyergyószentmiklós, Románia (1993)
- Magyarittabé, Szerbia (2006)
- Myszków, Lengyelország (2014)
- Hegyközkovácsi, Románia (2016)